# Partido di General La Madrid
Il partido di General La Madrid è un dipartimento (partido) dell'Argentina facente parte della Provincia di Buenos Aires. Il capoluogo è General La Madrid. 

## Toponimia
Il partido, così come il suo capoluogo, sono intitolati al generale Gregorio Aráoz de Lamadrid, un militare che combatté nella guerra d'indipendenza argentina e nella guerra civile dalla parte degli unitarios.